# Nyakim Gatwech
Nyakim Gatwech (Gambela, 27 de gener de 1993) és una model estatunidenca d'origen etíop i d'ascendència sud-sudanesa. Entre el públic ha cridat l'atenció pel seu color de pell fosca i ha aconseguit una popularitat important a Instagram.

## Trajectòria
Els seus pares vivien a Maiwut, Sudan del Sud, abans de fugir de la Segona Guerra Civil Sudanesa cap a Gambela, Etiòpia, on va néixer ella. Des d'allà, van emigrar a Kenya, on van viure en camps de refugiats fins que van emigrar als Estats Units d'Amèrica quan ella tenia 14 anys. Originalment establert a Buffalo, Nova York, es va traslladar més tard a Minneapolis, Minnesota. Tot i que mai ha estat al Sudan del Sud, es considera sud-sudanesa. Va considerar la carrera de modelatge després de participar en una desfilada de moda a la Universitat Estatal de St. Cloud. Va aparèixer en els cartells promocionals de la pel·lícula de 2017 Jigsaw.

## Xarxes socials
Gatwech és coneguda pel seu color de pell fosc natural i ha estat anomenada com a «la reina de la foscor». Gatwech s'ha enfrontat a problemes d'autoestima i comentaris de persones que promouen el blanqueig per aclarir el color de la pell. Té més de 985.000 seguidors a Instagram.